# Josie Nelson
Pour les articles homonymes, voir Nelson.
Josie Nelson, née le 8 avril 2002 à Burton upon Trent, est une coureuse cycliste britannique. Elle est considérée comme une pure sprinteuse, spécialiste de la route.

## Biographie

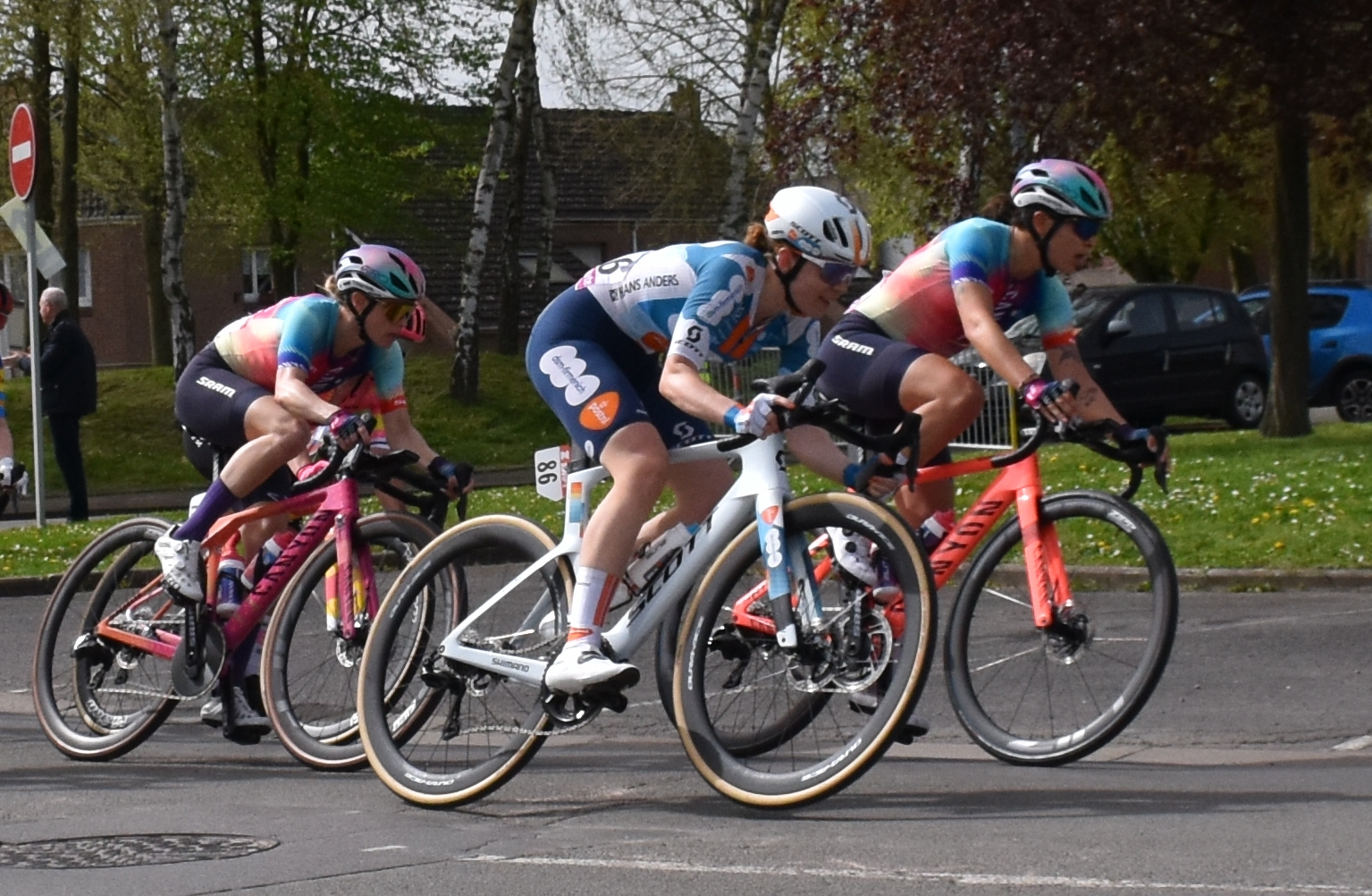
Josie Nelson #86 lors de Paris-Roubaix Femmes 2024

Josie Nelson est la sœur cadette d'Emily Nelson championne du monde de course à l'américaine en 2018. En 2024, Josie étrenne son palmarès en victoire sur le circuit professionnel, elle remporte la quatrième étape du Tour de Normandie.

## Palmarès sur route

### Par années
- 2021
  - 2e du championnat de Grande-Bretagne sur route
- 2022
  -  Championne de Grande-Bretagne sur route espoirs
  - Cicle Classic
  - 4e de la Cadel Evans Great Ocean Road Race Women
- 2024
  -  Championne de Grande-Bretagne du contre-la-montre espoirs
  - 4e étape du Tour de Normandie
  - 2e du Tour de Normandie
  - 3e du GP Oetingen

### Résultats sur les grands tours

#### Tour de France
1 participation
- 2023 : 121e

#### Tour d'Italie
2 participations
- 2024 : 97e
- 2025 : abandon (8e étape)

#### Tour d'Espagne
1 participation :
- 2025 : 98e

### Classements mondiaux
| Année                                 | 2021 | 2022 | 2023 | 2024 |
| ------------------------------------- | ---- | ---- | ---- | ---- |
| Classement UCI                        | 214e | 339e | 140e | 159e |
| UCI World Tour                        | 151e | 140e | 76e  | 229e |
|                                       |      |      |      |      |
| Légende : nc = non classéSource : UCI |      |      |      |      |

## Palmarès en cyclo-cross
- 2018-2019
  - Classement général des National Trophy Series juniors
- 2019-2020
  - Classement général des National Trophy Series juniors
  - 2e du championnat de Grande-Bretagne juniors
  - 6e de championnat du monde juniors
- 2021-2022
  - Clanfield CX, Clanfield
  - National Trophy Series #2, Falkirk
  - 10e du championnat d'Europe de cyclo-cross espoirs